# José María García-Aranda
José María García-Aranda Encinar (* 3. März 1956 in Madrid) ist ein ehemaliger spanischer Fußballschiedsrichter.

## Sportlicher Werdegang
García-Aranda leitete ab 1989 Spiele in der Primera División, vier Jahre später rückte er in die FIFA-Schiedsrichterliste auf und war fortan international aktiv. Ende Mai 1994 leitete er sein erstes A-Länderspiel, Irland fügte im Niedersachsenstadion der deutschen Nationalmannschaft Dank Treffer von Tony Cascarino und Gary Kelly eine 0:2-Heimniederlage zu. Auf nationaler Ebene übernahm er in der Copa del Rey 1994/95 die Endspielleitung, Deportivo La Coruña setzte sich gegen den FC Valencia durch. Kurz vor Spielende verwies er dabei Gaizka Mendieta mittels Gelb-Roter Karte des Feldes.
Im UEFA-Pokal 1996/97 pfiff García-Aranda das Finalrückspiel, der FC Schalke 04 holte sich im Elfmeterschießen gegen Inter Mailand den Titel. Später im Jahr leitete er das Spiel um den Weltpokal zwischen Borussia Dortmund – auf dem Weg zum Champions-League-Triumph hatte er das Viertelfinalspiel gegen AJ Auxerre geleitet – und Cruzeiro Belo Horizonte im Tokioer Nationalstadion, das der deutsche Vertreter durch Tore von Michael Zorc und Heiko Herrlich mit 2:0 gewann. 
Bei der Weltmeisterschaft 1998 war García-Aranda einer von 15 UEFA-Vertretern und leitete unter anderem das Semifinalspiel zwischen dem späteren Titelträger Frankreich und Kroatien. Auch bei der EURO 2000 war er im Einsatz. In der Copa del Rey 2000/01 leitete er zum Karriereende nochmals das Finale, Real Saragossa triumphierte dabei über Celta Vigo. Abermals zeigte er kurz vor Spielende eine Gelb-Rote Karte, dieses Mal traf es Pablo Díaz.
García-Aranda hatte während seiner aktiven Karriere auch Spiele der Major League Soccer sowie der J1 League geleitet.
Später war García-Aranda unter anderem als Schiedsrichterobmann für die FIFA tätig.